# زاوزيورنيي (بورجاتيجا)
زاوزيورنيي (بالروسية: Заозёрный) هي مدينة في جمهورية بورياتيا في روسيا.
يبلغ عدد سكانها حوالي 3145   نسمة.